# Hanna Buczek
Hanna Buczek (także Hanna Buczkowa, Anna Buczkowa) z domu Rosen ps. Hanka (ur. 25 lipca 1905 w Grajewie, zm. 29 marca 1998) – polska historyk ruchu robotniczego, żona Mariana Buczka.

## Życiorys
Urodziła się w rodzinie żydowskiej jako Chana Rosen. Po ponad dwuletnim śledztwie sądzona w 1924 przez Sąd Okręgowy w Warszawie w procesie 31 komunistów, oskarżonych o przynależność do Związku Młodzieży Komunistycznej. Ławę oskarżonych dzieliła m.in. z Jakubem Cyterszpilerem, Dawidem Kirszbraunem, Lubą Kowieńską, Edwardem Uzdańskim, Bronisławem Bermanem, Eugeniuszem Przybyszewskim. 5 kwietnia 1924 skazana na 3 lata twierdzy. Po rozpatrzeniu apelacji zmniejszono wymiar kary do jednego roku twierdzy. W grudniu 1925 ponownie aresztowana, następnie sądzona w 1928 w białostockim procesie 133 komunistów. Skazana na 6 lat twierdzy. W latach 1949–1952 studiowała w Moskwie, ale studiów nie ukończyła. Od 1949 była pracownikiem Wydział Historii Partii przy KC PZPR, równocześnie w latach 1949–1952 studiowała na Uniwersytecie Warszawskim (pracę magisterską napisaną pod kierunkiem Żanny Kormanowej obroniła w 1952). Następnie pracowała w Zakładzie Historii Partii przy KC PZPR. Po marcu 1968 roku została usunięta z pracy. Autorka haseł w Słowniku biograficznym działaczy polskiego ruchu robotniczego. Edytor publikacji dotyczących początków ruchu robotniczego na ziemiach polskich. Została pochowana na cmentarzu Północnym w Warszawie.

## Odznaczenia
- Medal „Za udział w walkach w obronie władzy ludowej” (1986)[13]
- Medal im. Ludwika Waryńskiego (1986)[14]

## Wybrane publikacje
- Socjaldemokracja Królestwa Polskiego i Litwy: materiały i dokumenty, t. 1: 1893-1903. Cz. 1, 1893-1897, wyd. H. Buczek, F. Tych, Warszawa: Książka i Wiedza 1957; wydanie 2, 1962.
- Rady Delegatów Robotniczych w Polsce (1918-1919): materiały i dokumenty, t. 1: Warszawska Rada Delegatów Robotniczych, oprac. H. Buczek, Zbigniew Szczygielski, zespół red. Hanna Buczek, Warszawa: Książka i Wiedza 1962.
- Rady Delegatów Robotniczych w Polsce (1918-1919): materiały i dokumenty, t. 2, oprac. Aleksandra Tymieniecka przy współpracy Aleksandra Litwina, zespół red. Hanna Buczek, Warszawa: Książka i Wiedza 1965.